# Буїнський район
Буїнський район (рос. Буинский район, тат. Буа районы) — муніципальний район у складі Республіки Татарстан Російської Федерації.
Адміністративний центр — місто Буїнськ.

## Адміністративний устрій
До складу району входять одне міське та 31 сільських поселень:
1. Адав-Тулумбаєвське сільське поселення;
2. Аксунське сільське поселення;
3. Альшеєвське сільське поселення;
4. Альшиховське сільське поселення;
5. Бік-Утєєвське сільське поселення;
6. Великофроловське сільське поселення;
7. Буїнське міське поселення;
8. Бюрганське сільське поселення;
9. Верхньолащинське сільське поселення;
10. Ісаковське сільське поселення;
11. Кайбицьке сільське поселення;
12. Канавське сільське поселення;
13. Кіятське сільське поселення;
14. Кошки-Теняковське сільське поселення;
15. Кошки-Шемякинське сільське поселення;
16. Малобуїнковське сільське поселення;
17. Мещеряковське сільське поселення;
18. Мокросавалєєвське сільське поселення;
19. Нижньонаратбаське сільське поселення;
20. Новотинчалинське сільське поселення;
21. Новочечкабське сільське поселення;
22. Нурлатське сільське поселення;
23. Рунгинське сільське поселення;
24. Сорок-Сайдацьке сільське поселення;
25. Старостуденецьке сільське поселення;
26. Старотинчалинське сільське поселення (Старі Тинчали, Сарсаз, Старостуденецькі Виселки, Шаймурзіно);
27. Тимбаєвське сільське поселення;
28. Черкі-Гришинське сільське поселення;
29. Черкі-Кільдуразьке сільське поселення;
30. Чувасько-Кіщаковське сільське поселення;
31. Ентуганське сільське поселення;
32. Яшевське сільське поселення.